# 馬克斯·布朗
馬克斯·布朗（Max Brown，1981年2月10日—）是英國的一位演員。他出生在約克郡伊尔克利 (Ilkley)，童年的大部分時間在什羅普郡舒茲伯利度過。布朗出演過都鐸王朝等電視劇。

## 外部連結
- 馬克斯·布朗在互联网电影资料库（IMDb）上的資料（英文）